# Le storie di Giacobbe
Le storie di Giacobbe (Die Geschichten Jaakobs) è un romanzo dello scrittore tedesco Thomas Mann, pubblicato a Berlino nel 1933.
Primo romanzo della tetralogia Giuseppe e i suoi fratelli (Joseph und seine Brüder) Le storie di Giacobbe fu iniziato nel 1926 e terminato presumibilmente nel 1930; è ispirato alle vicende bibliche narrate nella Genesi, capitoli 25-32.
Il romanzo, articolato in un prologo e sette capitoli, narra la vicenda di Giacobbe, figlio di Isacco e di Rebecca, della sua primogenitura ottenuta con l'inganno ai danni del gemello Esaù, del suo soggiorno in casa dello zio Labano, fratello della madre e del lungo lavoro al suo servizio. Nei venticinque anni trascorsi presso Labano, Giacobbe sposerà le due figlie dello zio: Lia e Rachele. Durante il viaggio di ritorno, Rachele, la sposa prediletta, morirà dando alla luce Beniamino.

## Edizioni italiane
- Thomas Mann, Le storie di Giacobbe, collana Medusa ; 23, traduzione di Gustavo Sacerdote, Milano, Mondadori, 1933, SBN CSA0033674.
- Thomas Mann, Le storie di Giuseppe, traduzione di Bruno Arzeni, a cura di Lavinia Mazzucchetti, Tutte le opere di Thomas Mann. Vol. I, Milano, Mondadori, 1954, SBN VIA0054098.
- Thomas Mann, Le storie di Giuseppe, in Fabrizio Cambi (a cura di), Giuseppe e i suoi fratelli, traduzione di Bruno Arzeni, versione riveduta da Elena Broseghini, Milano, Mondadori, 2000, ISBN 88-04-47415-7, SBN FER0178508. - Collana i Meridiani. Paperback, Mondadori, 2015, ISBN 978-88-046-4941-0; Collana Oscar Moderni Baobab, Mondadori, 2021, ISBN 978-88-047-3992-0.